# Scrancia expleta
Scrancia expleta är en fjärilsart som beskrevs av Sergius G. Kiriakoff 1962. Scrancia expleta ingår i släktet Scrancia och familjen tandspinnare. Inga underarter finns listade.